# Rafael Catalá
Rafael Catalá Polo [rafaˈɛl kataˈla ˈpolo], né le 21 juin 1961 à Madrid, est un homme politique espagnol membre du Parti populaire (PP).
Administrateur civil de l'État formé en droit à l'université complutense, il devient haut responsable du ministère de la Santé en 1988, puis de l'entreprise publique Aena quatre plus tard.
Il revient dans la haute administration en 1996, d'abord au ministère des Administrations publiques, puis au ministère de l'Éducation et enfin au ministère des Finances. En 2002, il est nommé secrétaire d'État à la Justice. Il rejoint le secteur privé en 2005, en tant que secrétaire général de la grande entreprise Codere, spécialisée dans les jeux de hasard.
Désigné secrétaire d'État aux Infrastructures en 2011, il est ministre de la Justice entre le 29 septembre 2014 et le 7 juin 2018. Il est élu député de Cuenca en 2015 et dirige par intérim le ministère de l'Équipement en 2016.

## Biographie

### Jeunesse et débuts professionnels
Rafael Catalá Polo nait à Madrid le 21 juin 1961. Il accomplit ses études primaires et secondaires au collège catholique de San Viator.
Inscrit à la prestigieuse université complutense de Madrid (UCM), il y obtient une licence en droit en 1983 et réussit deux ans plus tard le concours du corps supérieur des administrateurs civils de l'État. Il est nommé dans son grade en juillet 1986.
En 1988, il est promu sous-directeur général de la Gestion et de la politique du personnel du ministère de la Santé. Il dévie dans le secteur public au sens large en 1992, quand l'entreprise de gestion des aéroports AENA le désigne directeur des Relations du travail, de l'Administration et des Services.

### Ascension sous Aznar
À l'arrivée au pouvoir de José María Aznar, sa carrière connaît une progression liée initialement à Mariano Rajoy. En tant que ministre des Administrations publiques, il nomme Catalá directeur général de la Fonction publique. Quand Rajoy passe au ministère de l'Éducation et de la Culture, il devient directeur général du Personnel et des Services.
Après les élections de 2000, il est désigné sous-secrétaire du ministère des Finances, sous l'autorité de Cristóbal Montoro. En 2002, il accède aux fonctions de secrétaire d'État à la Justice. Alors que le ministère est dirigé par José María Michavila, il a sous son autorité le directeur général de l'Administration judiciaire Carlos Lesmes, futur président du Conseil général du pouvoir judiciaire (CGPJ).

### Passage dans le privé
En 2004, le conseiller à la Santé de la Communauté de Madrid Manuel Lamela le recrute comme directeur gestionnaire de l'hôpital Ramón y Cajal,.
Il passe dans le secteur privé un an plus tard. Codere, l'une des plus grandes entreprises espagnoles du secteur des jeux de hasard, en fait son secrétaire général et secrétaire du conseil d'administration. Appuyé par Equipo Económico, l'entreprise de conseil de Cristóbal Montoro, il mène alors des actions de lobbying envers le gouvernement de José Luis Rodríguez Zapatero dans l'optique de l'adoption d'une loi relative aux jeux de hasard, mais sans succès.

### Retour en politique

#### Secrétaire d'État aux Infrastructures
Il est nommé le 24 décembre 2011 secrétaire d'État à la Planification et aux Infrastructures, un poste rebaptisé secrétaire d'État aux Infrastructures, aux Transports et au Logement trois mois plus tard,. Il est politiquement très proche de sa ministre de tutelle Ana Pastor, elle-même fidèle de Rajoy. Les deux autres collaboratrices de confiance du président du gouvernement, la vice-présidente du gouvernement Soraya Sáenz de Santamaría et la secrétaire générale du PP María Dolores de Cospedal, assistent à sa prise de fonction.

#### Ministre de la Justice
À la suite de la démission du ministre de la Justice Alberto Ruiz-Gallardón le 23 septembre 2014, le président du gouvernement Mariano Rajoy annonce qu'il sera son successeur. Après un intérim de six jours exercé par Sáenz de Santamaría, Rafael Catalá est assermenté le 29 septembre, choisissant alors de jurer — et non promettre — loyauté au roi et à la Constitution.

#### Député
Lors de sa nomination, Rafael Catalá n'est pas élu au Congrès des députés. Pour les élections générales du 20 décembre 2015, il est investi en novembre 2015 tête de liste dans la circonscription de Cuenca, en Castille-La Manche. Sa désignation par Cospedal n'est pas bien acceptée par la direction provinciale et lui-même admet que ses liens avec le territoire sont très légers,.
Sa liste obtient 41,90 % des voix et deux des trois sièges à pourvoir. Il est réinvesti tête de liste dans la même circonscription pour les élections générales du 26 juin 2016. Sa liste obtient 45,79 % des voix et deux des trois sièges à pourvoir, améliorant son score de décembre 2015 de quatre points. Après que Pastor a été élue présidente du Congrès des députés, il se trouve chargé le 19 juillet de diriger par intérim le ministère de l'Équipement jusqu'au 4 novembre 2016 et la formation du gouvernement Rajoy II.
Le 16 mai 2017, le Congrès vote par 207 voix pour et 134 contre une motion de réprobation à son encontre en conséquence de sa mise en cause dans l'affaire Lezo, un scandale de corruption touchant le PP de la Communauté de Madrid, l'opposition considérant qu'il n'a pas donné d'explications assez convaincantes lors de sa comparution devant la commission de la Justice. C'est alors la première fois depuis 1977 que le Congrès des députés approuve la réprobation de l'action d'un ministre.
Soutien inconditionnel de María Dolores de Cospedal, il fait campagne pour celle-ci à l'occasion du 19e congrès du Parti populaire. Après l'élimination de Cospedal, il intègre la liste de Pablo Casado et devient membre du comité exécutif du parti. Le 26 juillet 2018, il est nommé secrétaire à la Justice et aux Administrations publiques sous l'autorité de la vice-secrétaire Isabel García Tejerina. Le lendemain, il est choisi pour présider la commission de l'Intérieur au Congrès en remplacement de Rafael Merino.

### Vie privée
Il est marié avec María Angeles Martínez Esteban. Le couple a deux enfants.